# パチャママの贈りもの
『パチャママの贈りもの』（El regalo de Pachamama）は、2009年の日本映画。

## ストーリー
ボリビアの先住民族ケチュアが成長する姿を描く。

## キャスト
- クリスチャン・ワイグア：少年コンドリ
- ルイス・ママーニ：少年コーリー
- ファニー・モスケス：少女ウララ
- フランシスコ・グティエレス：父サウシ
- ヒラリア・カブレラ：母
- フランシスコ・ラソ：祖父
- エミリアナ・パナマ：祖母